# Fratta Terme
Fratta Terme ist ein Ortsteil der Gemeinde Bertinoro in der Provinz Forlì-Cesena in der Region Emilia-Romagna, Italien.
Sein Name leitet sich aus dem Lateinischen „civitas fracta“ (zerstörte Stadt) ab, mit dem vermutlich beschrieben wurde, dass der Ort Forum Truentinum von vor der Römerzeit die Völkerwanderung nicht überlebt hatte (dessen Name wiederum im Straßennamen „Via Trò“ vor Ort überliefert ist und auf eine sagenumwobene Gründung durch hierhin verschlagene Trojaner verweist).
Die Existenz von heilsamen Mineralquellen war zwar bekannt, sie wurden aber erst im 19. Jahrhundert analysiert und im frühen 20. Jahrhundert von dem örtlichen Gymnasiallehrer A. Colitto gerettet, der mit der Tochter des Besitzers der Flächen verheiratet war, der sie eigentlich zum Bau einer Fabrik gekauft hatte. Schließlich wurde das Ganze Mussolinis Projekt eines neuen Kurbades in der Nachbarschaft seiner Heimatstadt Predappio, verlor danach aber als einer von vielen vom staatlichen Rehabilitationssystem betriebenen und „bedienten“ Kurorten rasch wieder seine Bekanntheit. Als dieses System allerdings vom Staat aufgegeben wurde, wollte die Gemeinde Bertinoro die Anlagen nicht selbst übernehmen, sondern verkaufte sie als Ganzes an den Besitzer eines Kurhotels in Bagno di Romagna weiter, der somit seitdem für den ersten voll privatisierten Betrieb eines Kurbades im Rahmen seines 2007 grundsaniert wiedereröffneten Hotels verantwortlich war. Nach der Corona-Pandemie konnte dessen Betrieb nur noch unter Verwaltung einer größeren Hotelkette aufrechterhalten werden; ein Hochwasser am 16. Mai 2023, das die Kurabteilung überflutete, setzte aber auch diesem Vorgehen ein Ende.

## Die Thermalquellen im Park

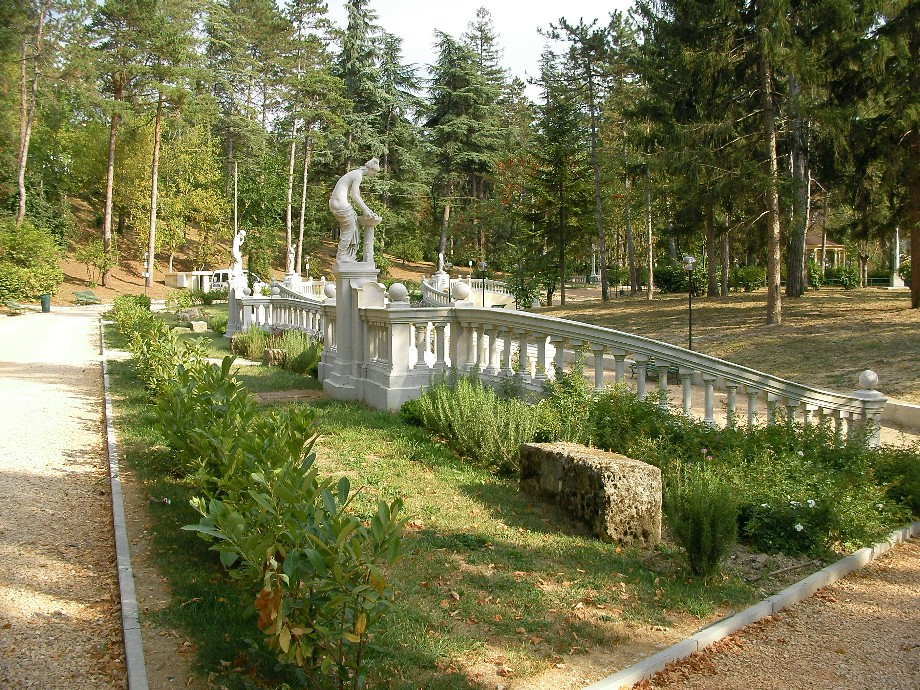
Die vorderen vier Schwefelquellen vom Parkeingang aus gesehen

Die Besonderheit dieses Kurortes ist, dass auf der relativ kleinen Fläche des Quellenparks, der zum Kurhotel gehört, Mineralwässer in sieben verschiedenen Zusammensetzungen in derselben Talmulde zusammentreffen und damit vor Ort zur Verfügung stehen. Sechs dieser Quellen sind schwefelhaltig, weil das Wasser unterirdisch zunächst durch eine Gipsschicht (dieselbe wie bei den anderen Kurbädern der Romagna am Rand des Apennin), dann aber je nach Weg weiter durch Gesteinsschichten mit unterschiedlichen Mineralien geflossen ist. Nur diese Wässer haben eingefasste Quellen, weil nur sie für Trinkkuren nutzbar wären und das Wasser fast unter der Erdoberfläche zu finden ist. Genutzt wird seit Eröffnung des grundsanierten Kurhotels 2007 aber nur eine dieser Quellen für das kleinere Becken der Badeabteilung „Percorso Armonie Naturali“.
Die Salz-Brom-Jod-Quelle (mit 80 Gramm Salzen pro Liter) befindet sich 200 Meter in der Tiefe, wurde durch eine Bohrung erschlossen und speist geheizt das große Becken sowie den warmen Teil der Kneipp-Anlage in der Badeabteilung des Kurhotels. Außerdem findet ihr Wasser Verwendung in der Hotelküche als Alternative zu Trinkwasser mit Kochsalz.

## Die Schwefelquellen in der Reihenfolge des Parks im Einzelnen

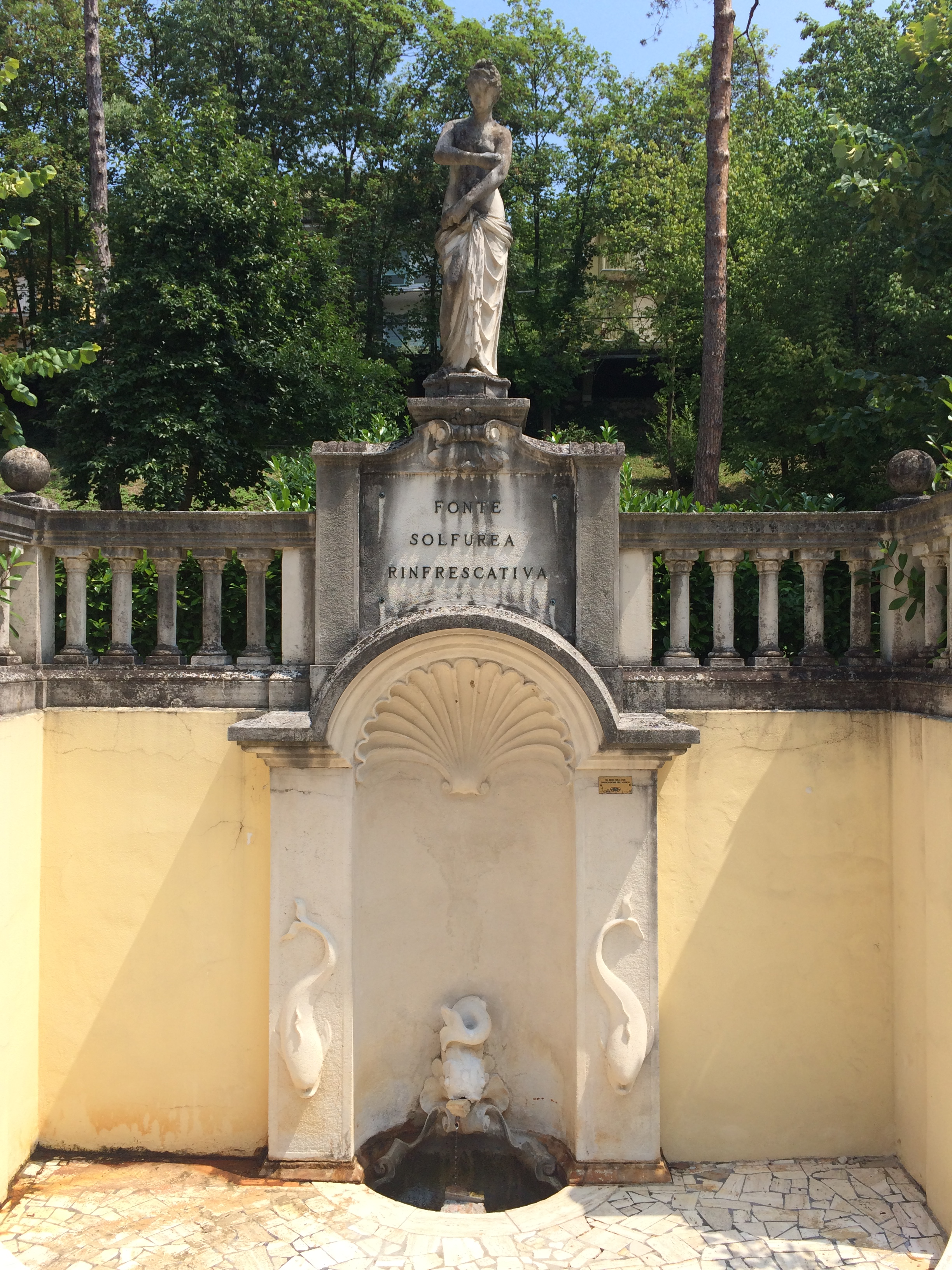
Die einzige im Sommer 2016 funktionierende Quelleinfassung: Solfurea Rinfrescativa

Vorbemerkung: Zurzeit ist keines dieser Wässer für offizielle Trinkkuren aufbereitet.
Magnesiaca: Wie der Name sagt und die graue Farbe zeigt, zusätzlich magnesiumhaltig
Ferruginosa: Wie durch die Rostfarbe erkennbar, eisenhaltig und damit bei Blutarmut indiziert.
Solfurea Rinfrescativa: Für die Nieren und die Organe zur Produktion und Ableitung des Urins; schmeckt wie ein Ei, das man so eben noch gut essen kann.
Salino Solfurea: höher konzentriert, insbesondere im Kochsalzanteil
Acqua purgatoria („Vetustus Romanus fons …“): Bei Erkrankungen des Verdauungstraktes, ausgewogener bzw. höher konzentriert als die bekannten ungarischen Quellen.
Tettuccio Romagnolo: laut Aufschrift; der Name „Tettuccio“ wurde von Montecatini zunächst unerlaubt übernommen und nur über Mussolinis persönliche Intervention zugelassen mit Ergänzung „Romagnolo“, aber höher konzentriert als die dortigen Vorkommen., S. 11
Wegen der stark abführenden Wirkung der beiden letzteren Wässer steht am Ende des Parks, heute im Übergang zum Freibad, ein Gebäude mit Toiletten.

## Weitere Gebäude und Einrichtungen
Im Häuschen „Acque Calde“ wurden die Mineralwässer erwärmt und konnten damit abwechselnd mit der natürlichen kalten Version getrunken werden. Aufgrund des hohen Salzanteils wurde sein Betrieb korrosionsbedingt sehr schnell unrentabel.
Die Springbrunnen im Park sind an die jeweilige Stelle geleitete natürliche Süßwasserquellen, keine Pumpen.
Das kleine Gebäude mit den vier Säulen davor war ein kleines Museum für römische Ausgrabungen vor Ort. Davor war ein Teich mit der Möglichkeit, Tretboot zu fahren.